# Konstantin Tarnowski
Konstantin Awgustinowicz Tarnowski (ros. Константин Августинович Тарновский; ur. 24 lipca 1826, zm. 10 sierpnia 1892 w Moskwie) – rosyjski dramaturg, tłumacz, krytyk teatralny i kompozytor.

## Życiorys
Konstantin Awgust(in)owicz Tarnowski w roku 1847 ukończył studia na wydziale prawniczym Uniwersytetu w Moskwie jako kandydat praw (rosyjski odpowiednik licencjata). W latach 1854–1858 pomocnik sekretarza ds. repertuaru i sekretarz przy dyrektorze Imperialnych Teatrów Moskiewskich. Pisał pod pseudonimami: K.T., T.K.-i oraz T. Arnowski.

## Publikacje

### Krytyka muzyczna
- „Итальянская опера. бенефис г-жи Oнoрe” w: „Современная летописъ”, 1863, nr 32.
- „Итальянская опера. (бенефис гг. Савицкого и Кароцци)” w: „Современная летописъ”, 1863, nr 41.
- „Добрые вести [об итал. oпере]” w: „Современная летописъ”, 1867, nr 11.
- „« Нюрнбергские мейстерзингеры » опера Рихарда Вагнера” w: „ Рус. Ведомости”, 1869, nr 19.
- „Муз. заметка о [Р. Вагнере].” w: „ Рус. Ведомости”, 1870, nr 33.

### Utwory
- „Мотя”, wodewil w 1 akcie, cop. 1895.
- „Кутерьма”, wodewil w 1 akcie, cop. 1891.
- „Аннушка Власьева : Рассказ нижегородца”, 1865.
- „Туши искру до пожара!” w 3 aktach, 1887.
- „На законном основании”, komedia w 3 aktach, 1882, 1910.
- „Подросточек”, komedia w 3 aktach, cop. 1878, cop. 1891.
- „Чужое имя = (Miss Millton)”, komedia 3 aktach, adaptacja na rosyjski Siemiona Rajskiego (Tarnowskiego), cop. 1891.
- “Пришла беда – растворяй ворота”, Пословица w 5 aktach, 1877.
- „Что испек, то и кушай”, w 3 aktach, cop. 1875.
- „О, дружба, это ты! : Случай из холостой жизни” w 2 aktach, 1876.
- “На чужой каравай рта не разевай”, komedia w 2 aktach, z kupletami, cop. 1896. K.A. Tarnowski, Fiodor Maksimowicz Rudniew (-1865).
- „Слепой курице все пшеница!”, żart w 1 akcie: (w: „Пантеон и репертуар рус. сцены.”, 1850, tom 5, księga 9, str. 25-47), 1850. K.A. Tarnowski, Fiodor Maksymowicz Rudniew (-1865).
- „Больное место”, sztuka w 3 aktach, na motywach “Ожье и Лабиша”, cop. 1891. K.A. Tarnowski; Arkadij Fiodorowicz Krukowski (1839-1911).
- „Театр", zbiór sztuk К.А. Tarnowskiego w dwóch tomach, 1878, tom 1 : „Воробушки” ; „Милые бранятся – только тешатся” ; „Кварт от дамы”, 1878; tom 2 : „Когда б он знал”; „Каково веется – таково и мелется” ; „Мотя”, 1878.

#### Zbiory utworów
- „Театр", zbiór sztuk К.А. Tarnowskiego w dwóch tomach, 1878, tom 1 : „Воробушки” ; „Милые бранятся – только тешатся” ; „Кварт от дамы”, 1878; tom 2 : „Когда б он знал”; „Каково веется – таково и мелется” ; „Мотя”, 1878.

### Tłumaczenia i adaptacje sceniczne
- „1000000!”, wodewil w 1 akcie, z francuskiego, 1850. K.A. Tarnowski, Fiodor Maksimowicz Rudniew (-1865).
- „Невидимые слезы”, komedia w 3 aktach Siemiona Rajskiego (na podstawie zapożyczonej fabuły), 1873.* „Фофочка!!!”, wodewil w 1 akcie, (naśladowanie francuskiego „Un grande en surveillance”), 1858, cop. 1888. K.A. Tarnowski; Włodzimierz Piotrowicz Biegiczew (1838-1891).
- „Милые бранятся, только тешатся”, z kupletami w 1 akcie, (na podstawie zapożyczonej fabuły), 1858.
- „Тетеревам не летать по деревам”, komedia w 4 aktach Siemiona Rajskiego (К.А. Tarnowskiego), (na podstawie zapożyczonej fabuły), 1872, cop. 1891.
- „Когда б он знал”, romans w 2 aktach., adaptacja na rosyjski „Un mari qui se dérange”, cop. 1873.
- “Кварт от дамы”, wodewil w 1 akcie, na podstawie zapożyczonej fabuły, cop. 1873, 1875.
- „Каково веется – таково и мелется!”, komedia w 2 aktach, adaptacja dla sceny rosyjskiej „La marieuse”, cop. 1874.
- „Княжна Маня”, komedia w 3 aktach К.А. Tarnowskiego (na podstawie zapożyczonej fabuły), 1876.
- “Не так страшен черт, как его малюют!”, w 4 aktach, adaptacja na rosyjski sztuki "Grosstädtisch", cop. 1876.
- „Тучки”, komedia w 3 aktach, przeróbka na rosyjski "La joie de la maison", 1878.
- „А счастье было так возможно!”, komedia w 5 aktach К.А. Narskiego, (fabuła zapożyczona), 1879.
- „С левой руки”, komedia w 3 aktach : (na podstawie zapożyczonej fabuły)”, cop. 1880, 1891.
- „Под невзгодой”, dramat w 3 aktach Jamesa Boyle’a, adaptacja na rosyjski, Siemion Rajski, James Boyle, 1881.
- „Нена-Саиб”, dramat przedstawiony w 5 odsłonach, z prologiem, (na podstawie zapożyczonej fabuły), 1885.
- „Все для женщин, или Из огня да в полымя!”, wodewil w 1 akcie, tłumaczenie z francuskiego К.A. Tarnowskiego. Mark Michel (1812-1868); Eugen Marie Labich (1815-1888), cop. 1891.
- “Призрак”, dramat baśniowy w 5 aktach i 6 odsłonach, adaptacja na rosyjski z Siemiona Rajskiego (К.А. Tarnowskiego), cop. 1880.
- „Дела давно минувших дней = (Notre dame de Paris)”, dramat w 7 aktach i 11 odsłonach. Viktor Hugo, adaptacja sceniczna К.А. Таrnowskiego, cop. 1887.
- „Не так страшен черт, как его малюют!”, w 4 aktach, adaptacja na rosyjski sztuki "Grosstädtisch", 1876.
- „Тализман. Либретто”; „Le Talisman” or “Il Talismano”), balet fantastyczny w 4 aktach i 7 scenach z prologiem i epilogiem, libretto K.A. Tarnowski i Marius Petipa, 1889; СПБ, 1909; balet wystawiano z choreografią Mariusa Petipa i muzyką Riccardo Drigo od 1889.[3][4] Treść libretta jest oparta na „La fille de l’air”[5][6].

adaptacja na rosyjski sztuki "Grosstädtisch", cop. 1891.
- “Розовый павильон”, dramat w 4 aktach z prologiem, adaptacja na rosyjski sztuki angielskiej „God's verdict”, cop. 1895.
- „Парики!!! : (Bonaventure)”, żartobliwa operetka w 4 aktach. I odsłonach; libretto, cop. 1896. K.A. Tarnowski i Fiodor Maksimowicz Rudniew (-1865).
- „Муж не муж, жена не жена : (La mariage forcè par Mery)”, operetka w 2 aktach К.А. Tarnowskiego i Fiodora Maksimowicza Rudniewa, 1896.